# Paihia
Paihia – miasto w Nowej Zelandii. Położone w północno-zachodniej części Wyspy Północnej, w regionie Northland, liczące 3162 mieszkańców(dane spisowe: XII 2013 r.).